# 金光図書館
金光 図書館（こんこう としょかん）は、岡山県浅口市金光町にある、宗教法人金光教が運営する公共図書館である。
初代館長の金光鑑太郎が、戦争まっただ中の1943年に「この戦争は勝っても負けても、日本の国は荒野の原になるだろう。そのとき必要なのは文化の殿堂…図書館」と願ったところから始まり、1943年9月8日に創立された。
現在も、その願い通り、広く世界中に開けた図書館として、活動している。

## 概要
児童図書館（絵本6千冊、児童図書1万3千冊が開架)、点字図書館(1万6千冊）、資料図書館としても機能する総合図書館として活動しており、所蔵資料には美術品工芸品等も含まれ、１階の展示室には貴重資料などが折々のテーマで展示されている。
所蔵書籍は約23.2万冊。そのうち開架図書は9.4万冊と日本に19館有る私立図書館の中では一番多い。
インターネットからの利用登録や、検索、貸し出しの予約も出来る。
特に、来館できない利用者のことも考え、利用登録をすれば、貸出可能な書籍や資料は郵送での利用も無料でできる。

## 所蔵資料
下記の歴史的資料を所蔵している。詳しくは金光図書館のウェブサイトを参照のこと。
- 白川家資料 白川伯王家の「諸国門人帳」を始めとする、近世を中心とした資料。
- 暦書類　具注暦は1123年(保安四年)から54点、仮名暦は、1240年(延応二年)から1864年(文久四年)までの14点。
- 教科書・教材類　「学寮日典」「明倫撮要」などを始めとする、古い教科書類3200点。
- 神徳書院文庫 金光学園初代校長佐藤範雄の蔵書を中心とする8364冊の書籍。
- 古典 「伊勢物語」の古写本など。整理済みタイトル1300点は、ホームページから検索可能。
- 漢籍 「四部叢刊」という中国古典を集めた叢書を始めとする、漢籍。
- 色々な研究者の蔵書の寄贈を受けた書籍群。

## 沿革
- 1943年 9月 8日、後に金光教教主となる金光鑑太郎が創設。
- 1947年 5月 5日、金光図書館開館式。農村読書会、文化講演会、レコードコンサート等を継続的に開催。
- 1948年12月15日、金光図書館報『土』発刊。
- 1949年 5月、映画鑑賞会開催。以後、映画館ができるまで開催された。
- 1950年 8月、点字図書貸出開始。
- 1953年10月16日、金光図書館別館前に、メタセコイアを植樹。
- 1957年 5月 5日、開館10周年記念式開催。 記念講演「向上無限」講師：国立国会図書館長　金森徳次郎。
- 1957年12月 8日、青い鳥点訳グループ結成式挙行。
- 1959年11月26日～28日、日本図書館協会・公共図書館児童分科会全国ワークショップ開催。講師：石井桃子、小河内芳子、渡辺茂雄。
- 1983年 5月11日、沖縄県糸満市摩文仁地区公民館へ図書4,400冊寄贈。
- 1983年11月30日、新館開館式を挙行。
- 2013年 9月 8日、創立70周年記念行事開催。
- 2018年、創立75周年記念行事開催。でいご50回点字図書献本式。点字図書を沖縄盲学校へ献本。

## 所在地
岡山県浅口市金光町大谷320